# 重要文化財 (スペイン)

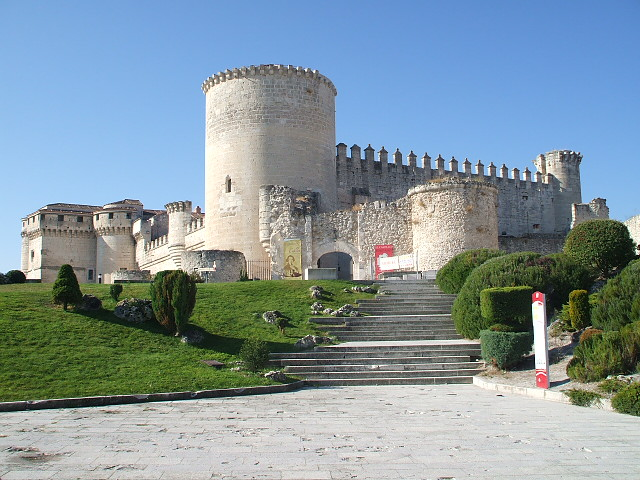
クエリャルのクエリャル城（建築物）

重要文化財（スペイン語: Bien de Interés Cultural）は、スペインにおける遺産登録制度である 。この用語はベネズエラや他のスペイン語圏諸国でも使用されている。
建築物や芸術作品などの有形遺産だけでなく、無形文化遺産も保護の対象である。登録されている無形文化遺産の例としてシルボ（カナリア諸島の口笛言語）が挙げられる。一部の重要文化財はユネスコの世界遺産や無形文化遺産に登録されて国際的な保護を受けている。

## 分類
より広い範囲の文化財を保護するために、1985年にはスペイン国定建築物の制度が重要文化財の制度に置き換えられた。今日では重要文化財の一区分として建築物が含まれている。有形遺産は以下に分類される。
- 建築物(スペイン語: Monumento)
- 歴史的町並み(スペイン語: Conjunto histórico)
- 歴史的庭園(スペイン語: Jardín histórico) - 例 : マドリード王立植物園
- 文化的景観(スペイン語: Sitio histórico - 例 : ミナス・デ・リオティント（スペイン語版）
- 考古学遺跡(スペイン語: Zona arqueológica) - 例 : アタプエルカ遺跡

移動可能な重要文化財として考古学的遺物、古文書、巨大な芸術作品などがあり、教会や修道院など、それ自体が重要文化財に指定されている建築物の内部などで保存されることがある。
スペイン政府が構築した文化遺産登録制度の下、各自治州は異なるアプローチをとっている。一例として、スペイン文化省が管轄している闘牛が挙げられる 。マドリード州政府は闘牛を文化遺産として保護すべきと考えているが、カタルーニャ州政府は2012年に州内での闘牛の開催自体を禁止した。

## 重要文化財の例

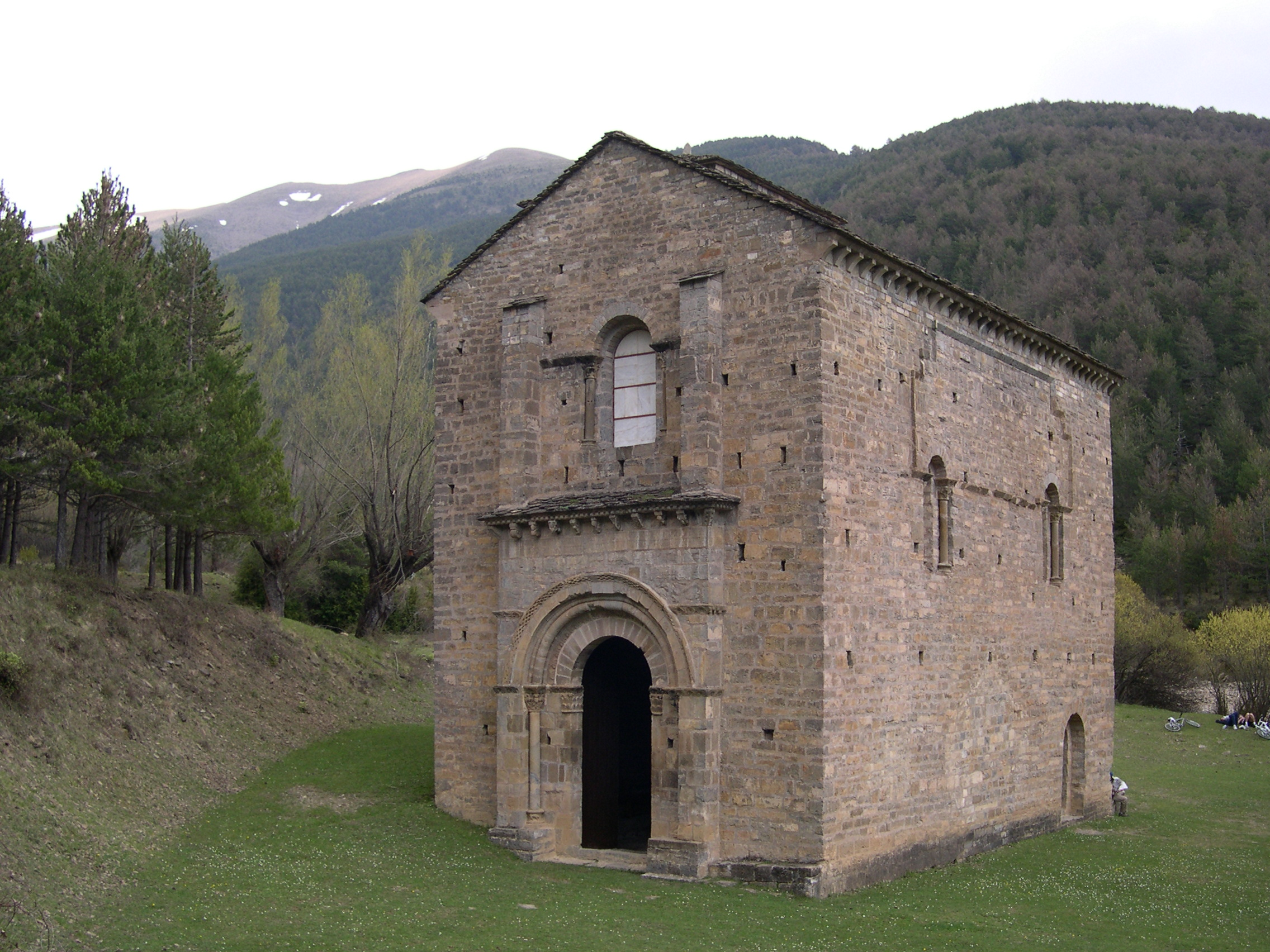
ラロサのサンタ・マリーア・デ・イグアセル修道院（スペイン語版）（建築物）
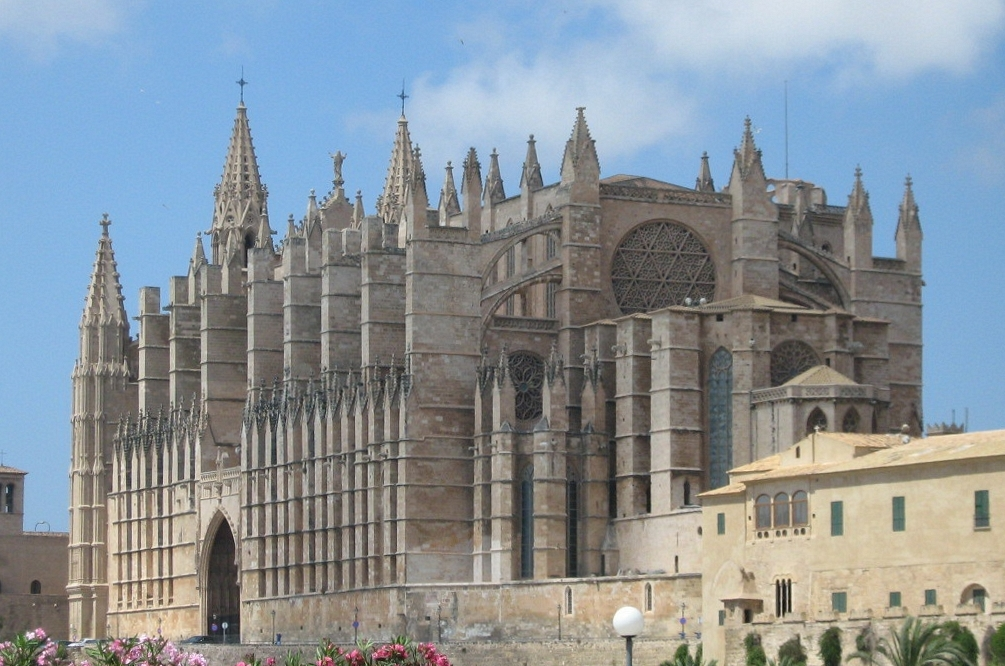
パルマのパルマ大聖堂（建築物）
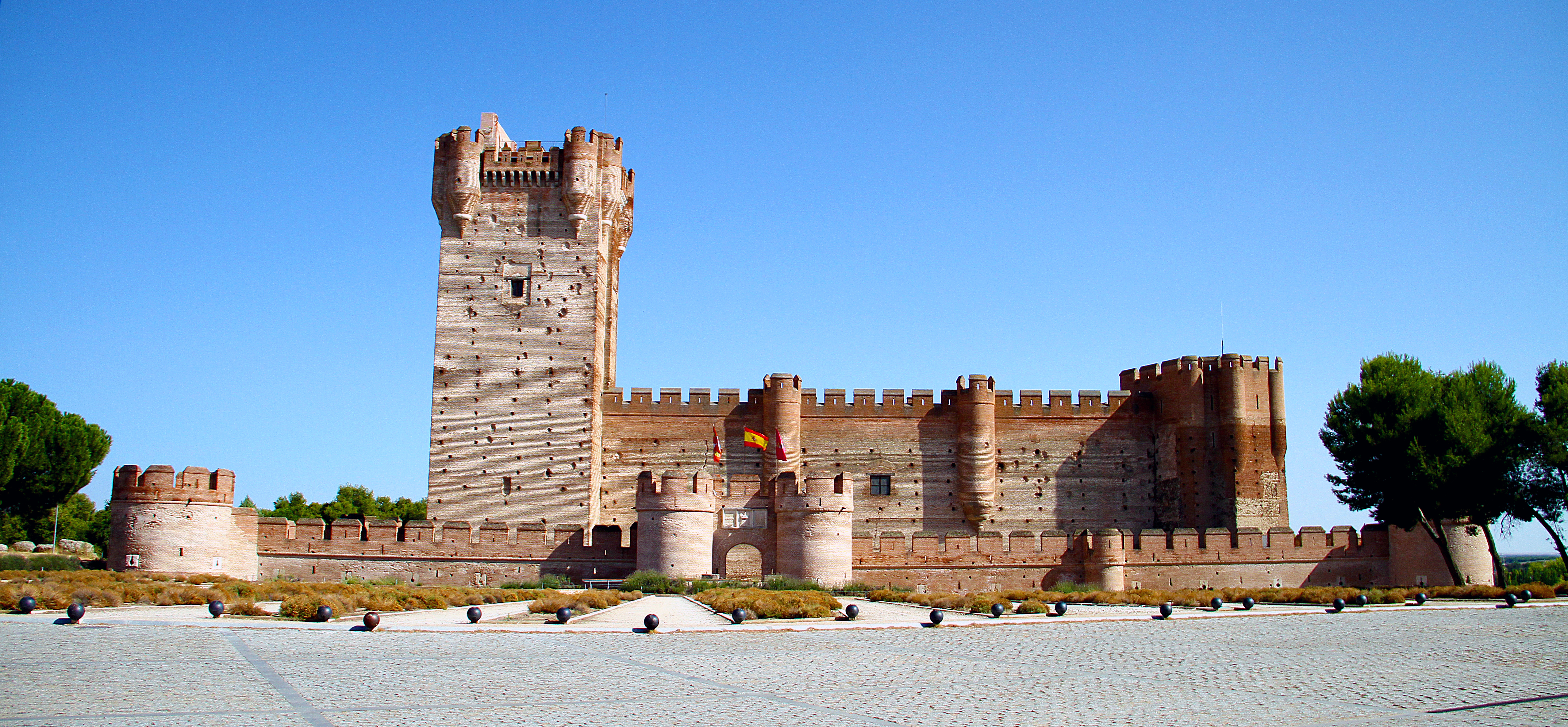
メディーナ・デル・カンポのモタ城（建築物）
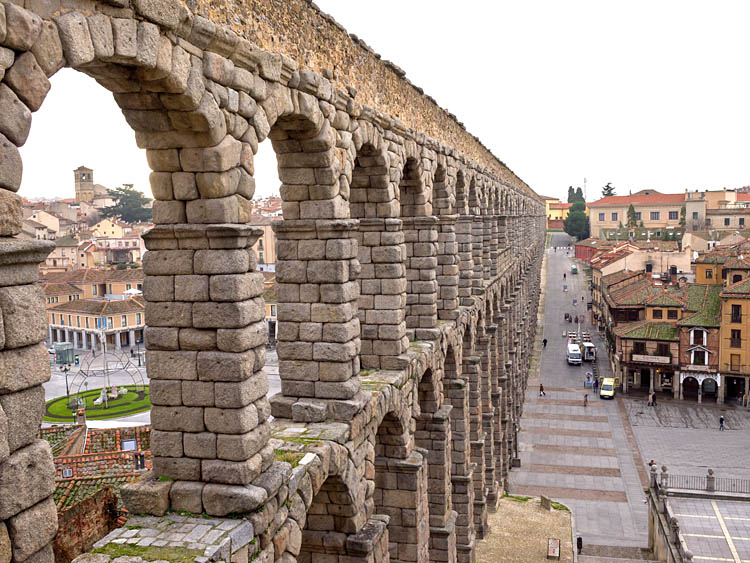
水道橋があるセゴビア（町並み）
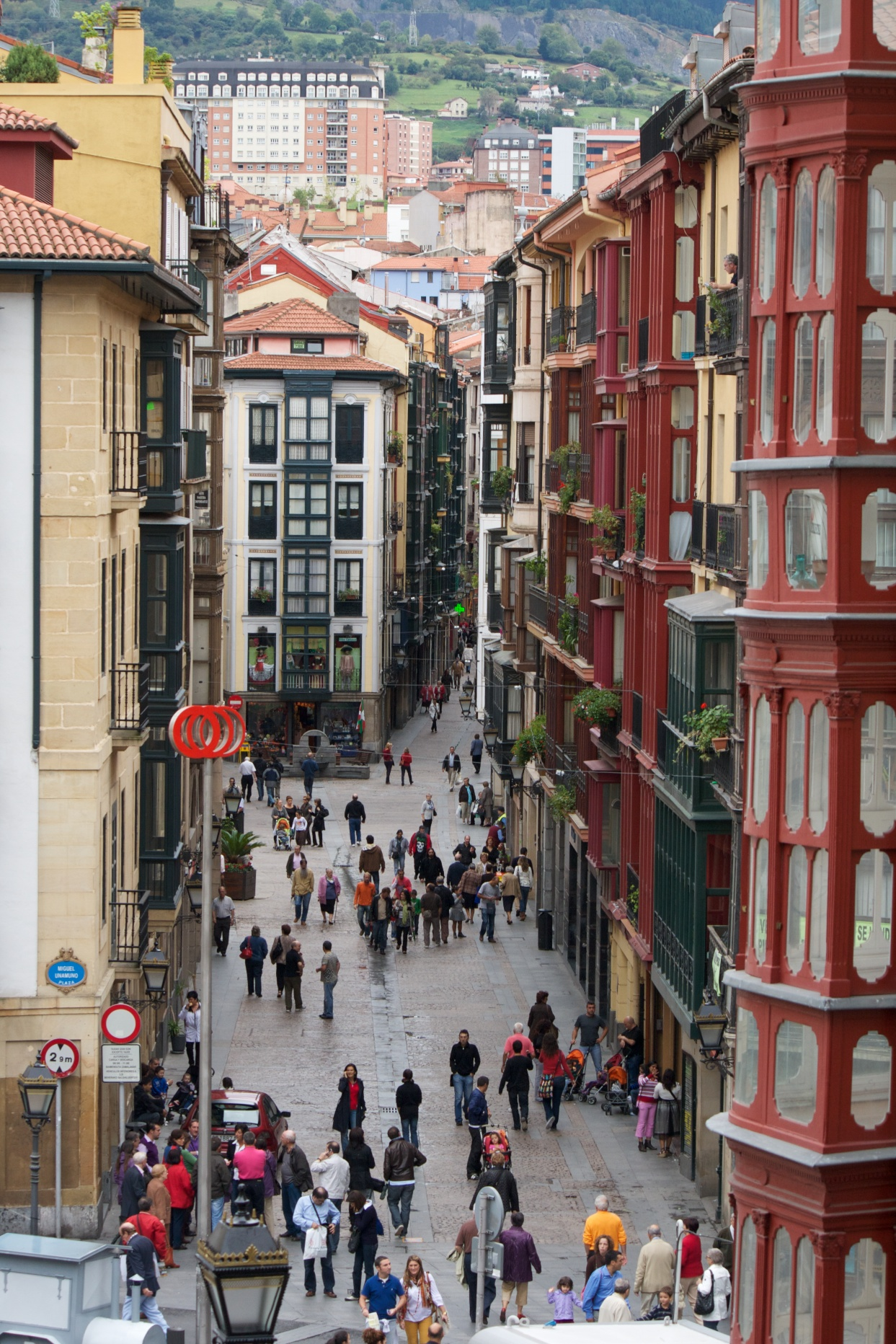
ビルバオのカスコ・ビエホ地区（町並み）
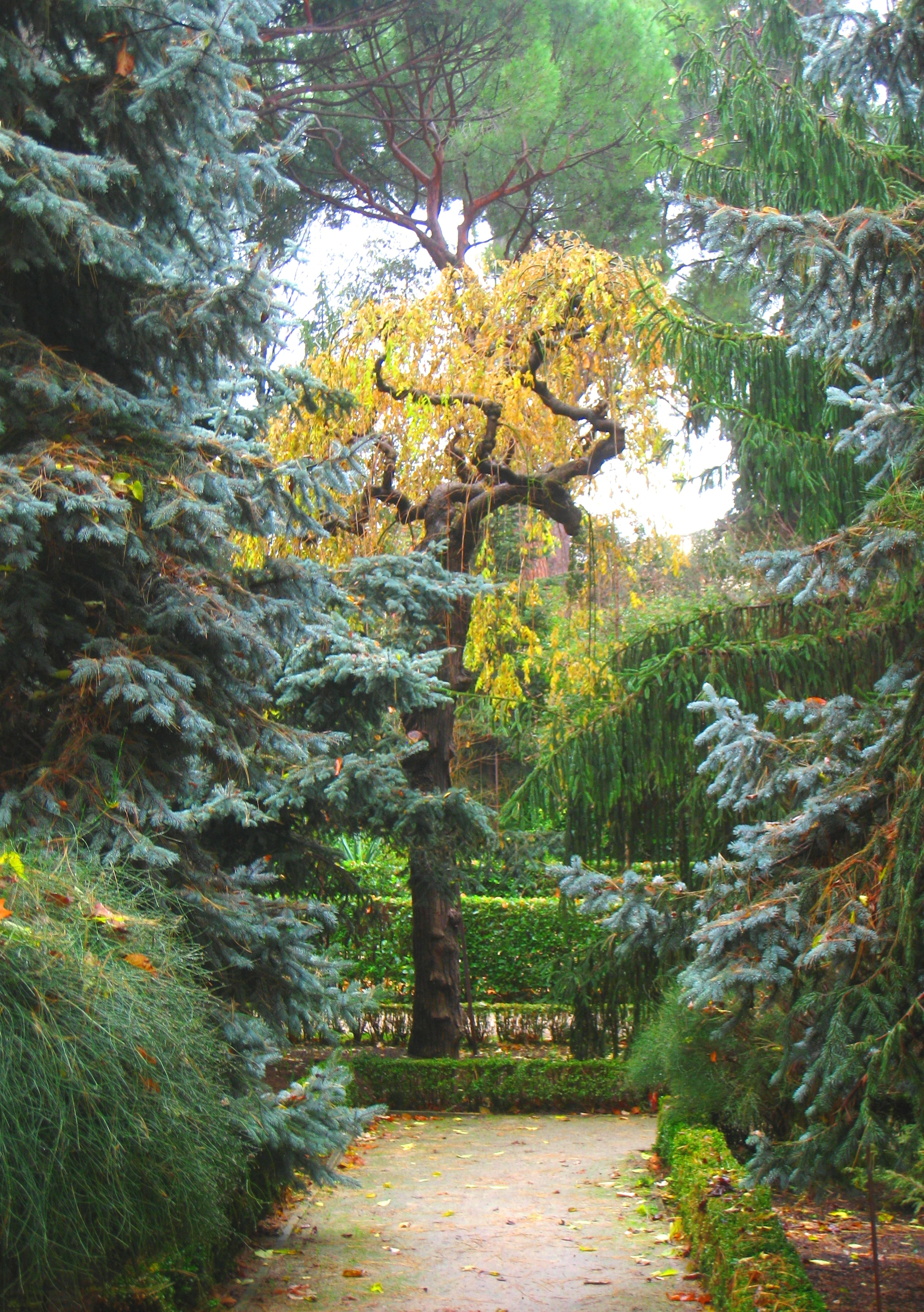
マドリード王立植物園（庭園）
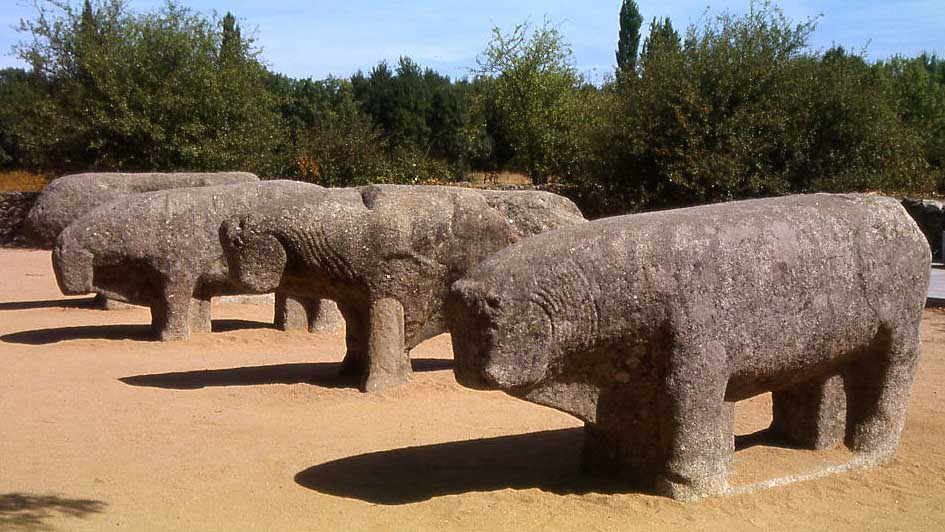
ギサンドの闘牛（英語版）（景観）
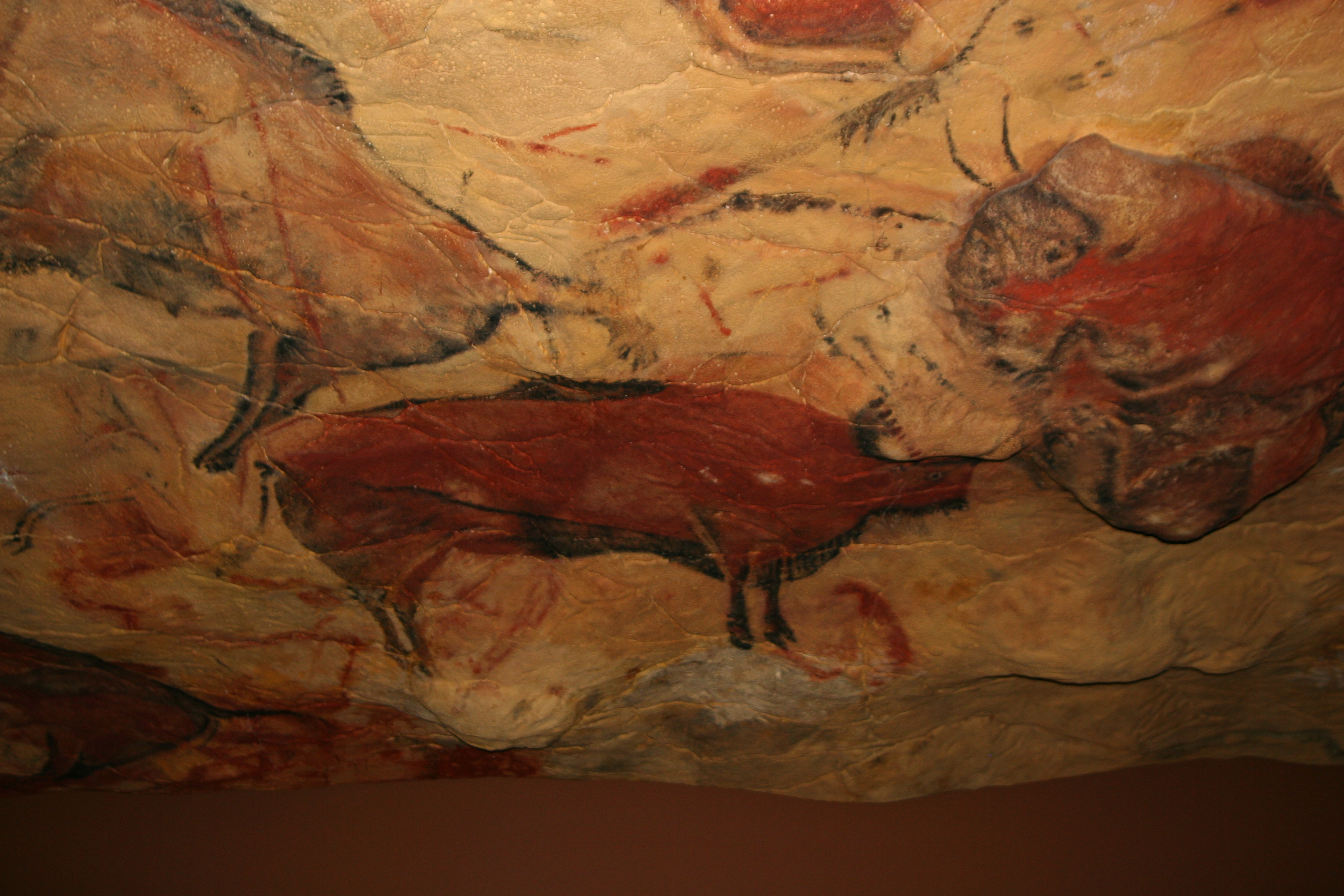
アルタミラ洞窟（遺跡）
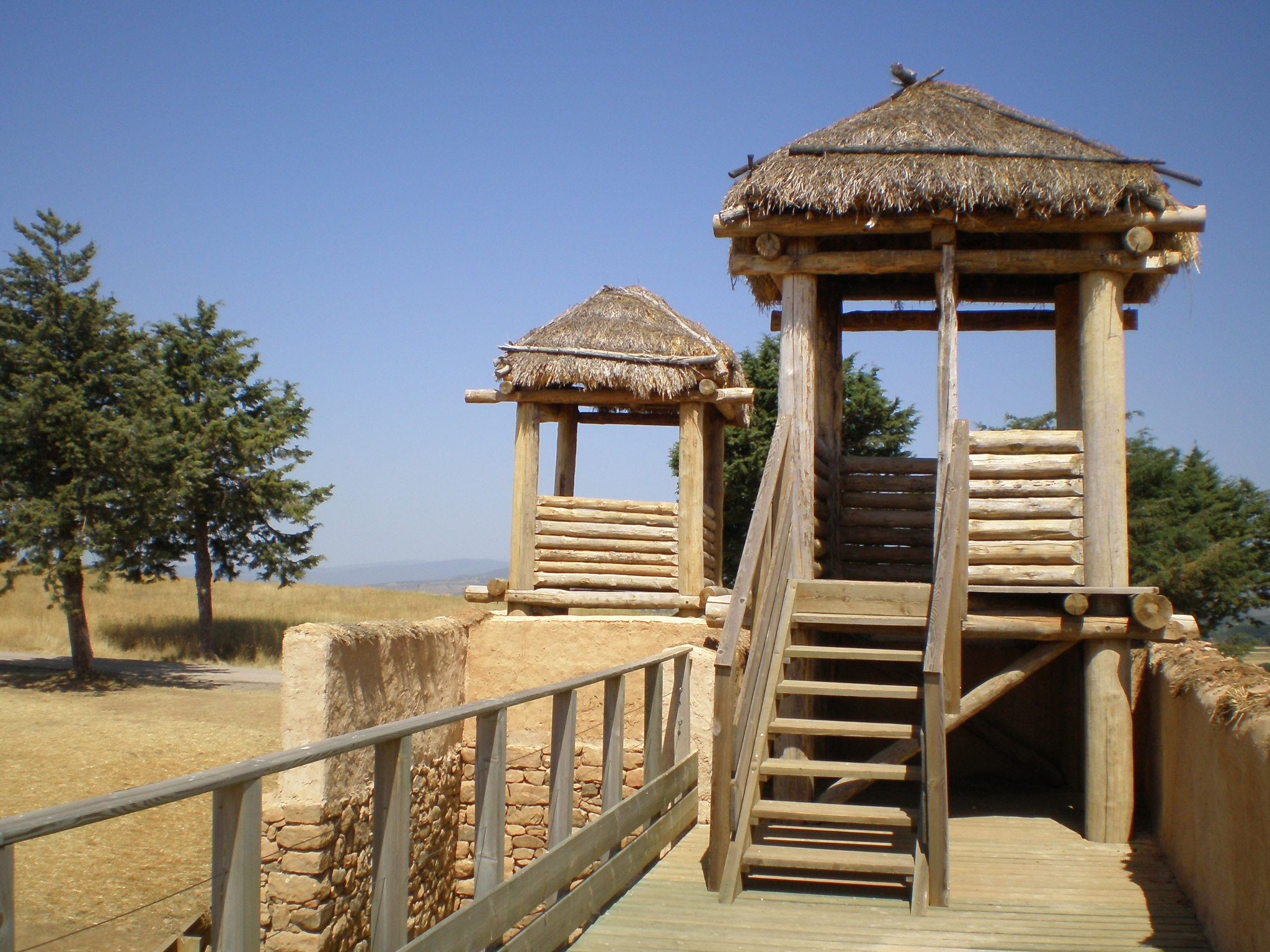
ソリア県のヌマンティア遺跡（遺跡）